# Nicolás Paredes
César Nicolás Paredes Avellaneda (Bogotá, 5 de setembro de 1992) é um ciclista profissional colombiano. Actualmente corre para a equipa profissional Medellín de categoria Continental.

## Palmarés
2015
- Memorial Augusto Triana, Fusagasugá,[1] Colômbia

2016
- 1 etapa da Volta a Antioquia[2]

2017
- Volta Ciclista de Chile

2018
- Volta Michoacán

## Equipas
- 4-72 Colombia (2013-2014)
- Strongman Campagnolo Wilier (2016)
- Medellín (2017-)